# دهستان صادقیه
دهستان صادقیه نام دهستانی در بخش مرکزی شهرستان نجف‌آباد، استان اصفهان در ایران است.

## جمعیت
براساس سرشماری مرکز آمار ایران در سال ۱۳۸۵، جمعیت آن ۷۵۷۹ نفر (۲۰۷۹ خانوار) بوده‌است.